# Petropedetes parkeri
Petropedetes parkeri és una espècie de granota que viu al Camerun, Guinea Equatorial, Gabon i Nigèria.
Està amenaçada d'extinció per la pèrdua del seu hàbitat natural.